# Fitomorfosi
In botanica, la fitomorfosi è un processo di alterazione della naturale forma di un organismo vegetale innescato dall'azione di un'altra pianta. Sono considerate tra le fitomorfosi anche le infezioni fungine che causano malformazioni, nonostante i funghi non appartengano al regno Plantae.
I processi di fitomorfosi hanno come risultato deformazioni più o meno gravi nella pianta infetta, come la formazione di escrescenze dette cecidi o galle.
Tra le piante parassite in grado di causare fitomorfosi la più nota è senz'altro Viscum album, che può provocare la formazione di galle nella pianta ospite.
Tra i miceti vi sono i funghi del genere Exobasidium e le note ruggini.